# プラネタリウム (BUMP OF CHICKENの曲)
『プラネタリウム』は、BUMP OF CHICKENの10枚目のシングル。2005年7月21日にトイズファクトリーから発売された。

## 概要
- 前作「車輪の唄」から7か月ぶりのリリースとなった。2001年に発売されたシングル「天体観測」以来となる、天体にまつわる楽曲が収録されている。
- 通常音楽作品は水曜日にリリースされることが多いが、今作は木曜日に発売された。
- 初回版にはオリジナルスリーピングセットの応募券がついていた。また、藤原曰く「スペースがまだまだ足りなかった」ということで、歌詞カードにプラネタリウムの作り方が書かれている。
- ジャケットデザインはかつてBUMP OF CHICKENのロゴマークをデザインしたデザイン事務所「タイクーングラフィックス」が担当。
- アルバムレコーディングに専念するm-floのピンチヒッターとして、本作発売の2日前に「MOTHER MUSIC RECORDS」にて一回限りのパーソナリティーを担当した。
- 初動売上は当時の自己最高記録であったが、「BOHBO No.5/神の島遥か国」（サザンオールスターズ）、「SCREAM」（GLAY×EXILE）、「Link」（L'Arc〜en〜Ciel）が同発であったこと、本作は1日遅れの発売だったことから最高位は4位に留まっている。4位で売上が10万枚を超えたのは2001年10月29日付の「You Go Your Way」（CHEMISTRY）以来約3年9ヶ月ぶりで、本作以降4位で売上が10万枚を超えた作品は2014年10月現在、登場していない。

## 収録曲
- 全曲作詞・作曲：藤原基央　編曲：BUMP OF CHICKEN

1. プラネタリウム (5:36)
歌詞は藤原が少年時代に「夏休みの工作」で手作りのプラネタリウムを作った経験が元になっており、藤原曰く10年以上経った作詞当時も作り方を覚えていたという[1]。
PV撮影は神奈川県厚木市の厚木市子ども科学館のプラネタリウムで行われた。
メロディの断片はかなり前から存在していた[1]。アナログシンセサイザーを大々的に使用した為、直井にとっては新たなるチャレンジをしたという印象があり[2]、さらに「4人で納得して必要であればそういうものを使っても自分たちの曲を表現できるということを実感、確認した」とも述べている。また藤原も「曲が望んでいるのなら何だって鳴らせばいい」としているように、一歩踏み出せた感覚があるとのこと[2]。
2. 銀河鉄道 (6:37)
「1番をつくり、2番を作った」プラネタリウムとは反対に「頭から少しずつ作っていった」曲で、歌詞の内容が「車輪の唄」とほぼ同じものになっている部分がある。
曲完成後にタイトルが決定したが、タイトルの由来については雑誌のインタビューで「（銀河鉄道）999ではない」と語っている。

- 隠しトラックに「いか」（作詞・作曲:BUMP OF CHICKEN）が収録されている。フェードアウトで終わる。隠しトラックながら、2013年12月以降、バラエティ番組『ぷっ』すまのイカ部という企画にて曲の一部が使用されている。

## 収録アルバム
- 『orbital period』（#1）
- 『present from you』（#2）
- 『BUMP OF CHICKEN II ＜2005-2010＞』（#1）